# Ivanoe Bonomi
Ivanoe Bonomi, (Mantua, 18. listopada 1873. — Rim, 20. travnja 1951.), bio je talijanski antifašistički političar i premijer Italije u dva navarata 1921. – 1922. i 1944. – 1945.
Bonomi je sudjelovao u osnivanju novina Avanti! i časopisa Critica soziale, u kojem dolazi do razvoja reformskog socijalizma na prijelazu iz 19. u 20. stoljeće, što dovodi do razdora u Talijanskoj socijalističkoj stranci 1912. godine. Bonomi je bio ministar javnih radova 1916. – 1917. u vladi Paola Bosellija, i ministar rata u vladama Francesca Nittija i Giovannija Giolittija. Obnašao je dužnost premijera Italije i ministra unutarnjih poslova 1921. – 1922. 
Bonomi je bio poslanik u talijanskom zastupničkom domu 1909. – 1924. Između ostalog objavio je knjige Le vie nuove del socialismo (1907.) i Dal socialismo al fascismo.